# Milla Baldo Ceolin
Pour les articles homonymes, voir Baldo.
Massimilla « Milla » Baldo Ceolin (12 août 1924, Legnago, Italie - 25 novembre 2011) est une physicienne des particules italienne.

## Biographie
Elle est la fille du propriétaire d'un petit atelier de mécanique. Baldo Ceolin est diplômée de l'Université de Padoue en 1952 et six ans plus tard (1958), devient professeur de physique dans la même université. En 1963, elle est la première femme à occuper un poste de professeur, doyenne du département de physique, à cette université.
La découverte des antiparticules de protons et de neutrons a conduit Baldo-Ceolin à co-découvrir l'antilambda, le premier antihyperon, avec Derek Prowse après une conférence en 1957.
Dans les années 1970, elle est attirée par la physique des neutrinos. Elle est entrée dans l'expérience NUE au CERN, où elle travaille au sein de l'équipe d'Helmut Fraisser pour déterminer une valeur pour l'angle de Weinberg. Elle fait également partie de la collaboration italo-française-néerlandaise-norvégienne pour le Super Synchrotron à Protons du CERN. Cette collaboration utilise une chambre à bulles de deutérium liquide pour explorer les interactions des neutrinos avec les protons et les neutrons.
En 1976, elle lance une expérience pour l'observation des oscillations électron-muon-neutrino, qui s'est ensuite poursuivie avec la contribution de la collaboration NOMAD (Neutrino Oscillation MAGnetic Detector). Elle déploie ses capacités de leadership au cours de ce projet collaboratif.
Elle a également soutenu le développement de l'expérience ICARUS et son installation dans le laboratoire du Gran Sasso.
À Padoue, de 1965 à 1968, elle est chef de la section locale de l'Istituto Nazionale di Fisica Nucleare (INFN) et de 1973 à 1978, chef du département de physique.
En 1998, elle lance la série d'ateliers internationaux sur les télescopes à neutrinos à l' Istituto Veneto di Scienze, Lettere ed Arti. Elle a notamment été coordinatrice des réseaux européens d'oscillateurs de neutrinos.
À sa mort, elle est toujours professeur émérite à l'Université de Padoue, rôle qui lui a été attribué en 1998,.

## Prix
Tout au long de sa carrière, elle a reçu les prix suivants :
- 1976 : Récipiendaire du Prix Feltrinelli de l'Académie des Lincei
- 1978 : Médaille d'or pour l'éducation et les arts (Benemeriti della Scuola, della Cultura e dell'Arte)
- 1995 : Médaille d'or pour la science (Benemeriti della Scienza e della Cultura)
- 2007 : Prix Enrico Fermi (it) de la Société italienne de physique (it)